# Chaumière
Pour les articles homonymes, voir Chaumière (homonymie).

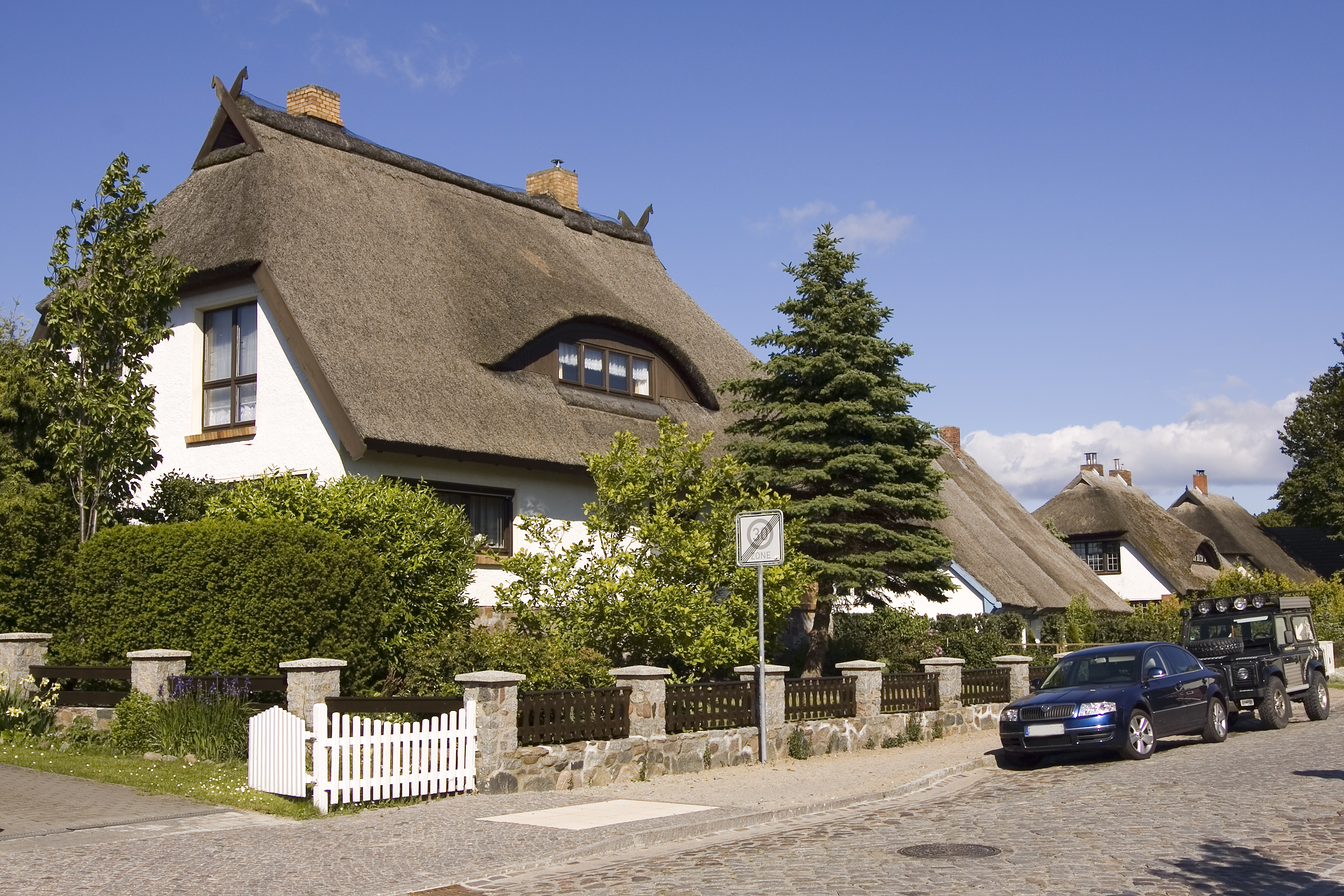
Chaumière sur l'île de Rügen, Allemagne.

La chaumière est une maison rurale traditionnelle de l'Europe septentrionale et occidentale, qui tire son nom de sa toiture recouverte de chaume (paille de blé ou de seigle, tiges de roseaux selon le cas). On la trouve principalement dans les pays du nord et du nord ouest de l'Europe : Îles Britanniques, Pays-Bas, Allemagne, Danemark, Suède, Belgique, ainsi que dans le nord-ouest de la France, essentiellement en Normandie et, dans une moindre mesure, en Bretagne. Il existe cependant des régions plus méridionales où elle est présente dans un espace limité, comme la Camargue, la Brière, ou à des endroits où une présence historique est attestée, comme autrefois au Québec, principalement pour les bâtiments de ferme, héritage datant de l'époque de la Nouvelle-France encore présent au début du XXe siècle.

## Terminologie

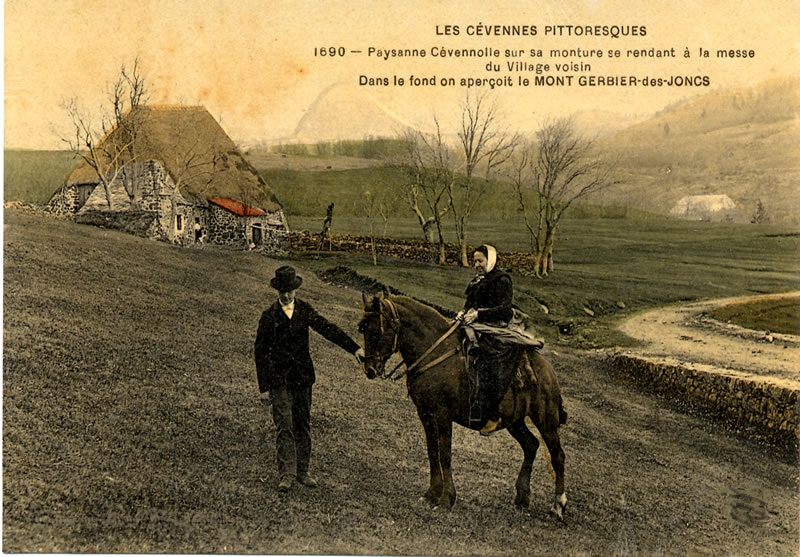
Paysans et chaumière en Ardèche (carte postale de 1890).

La chaumière est une maison couverte de chaume. Bien que le vocable soit utilisé dans certains cas rares pour désigner aujourd'hui une maison luxueuse, il peut désigner tout au contraire une simple chaumine ou une cabane recouverte de chaume : 
Si le terme chaumière n'est pas antérieur au XVIIe siècle, il évince celui de chaumine, en usage auparavant.

## Chaumière et hygiénistes duXIXesiècle
La chaumière est encore au XIXe siècle un habitat rural répandu, à caractère agricole, modeste, voire pauvre dont les hygiénistes font peu à peu leur cheval de bataille : En France, dit-on en 1825, on ne peut que s'insurger contre le mauvais état des bâtiments ruraux et les vices de leur construction.
« On voit pêle-mêle entassés dans le même trou, hommes, femmes, enfans et animaux de toute espèce ».
« Les habitants des campagnes et les ouvriers semblent ignorer qu'un grand nombre de maladies proviennent de l'insalubrité des demeures et de celle des lieux servant à resserrer les aliments et les fourrages. Un peu de réflexion suffirait cependant pour les en convaincre, puisqu'en entrant dans la plupart des habitations, des écuries, des étables et des dépôts, on est souvent oppressé par l'air humide et malsain que l'on y respire. Le jour y pénètre à peine lorsque la porte s'ouvre, encore des lambeaux d'étoffe s'opposent-ils fréquemment au renouvellement de l'air et retiennent-ils les miasmes putrides. Ce ne sont pas les seuls dangers auxquels le défaut d'instruction expose les habitans des campagnes. Il est des contrées où l'unique pignon qui soutient la cheminée est en maçonnerie ; de sorte qu'à l'aspect des matières desséchées dont le reste se compose, du chaume qui recouvre le tout et que le vent agite, on est effrayé par l'idée qu'une étincelle peut instantanément embrâser ce triste asile et incendier tout un village ».

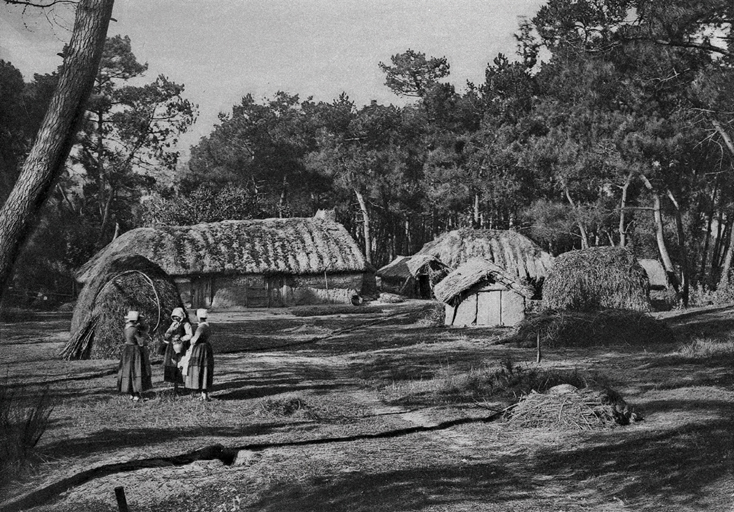
Bourrines photographiées sur la commune de Saint-Hilaire-de-Riez, vers 1890.
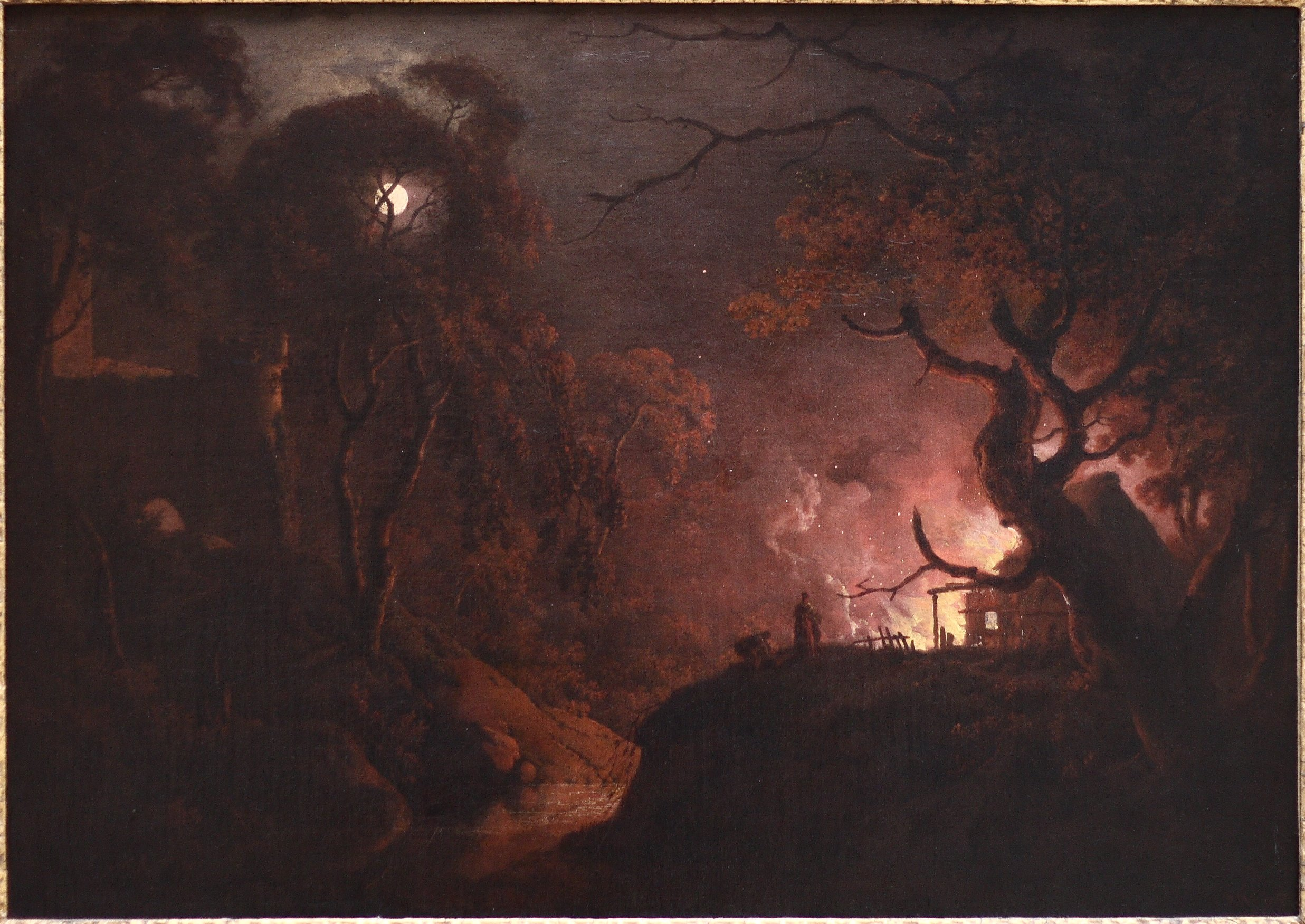
Wright of Derby, cottage on fire at night (Chaumière en feu la nuit).
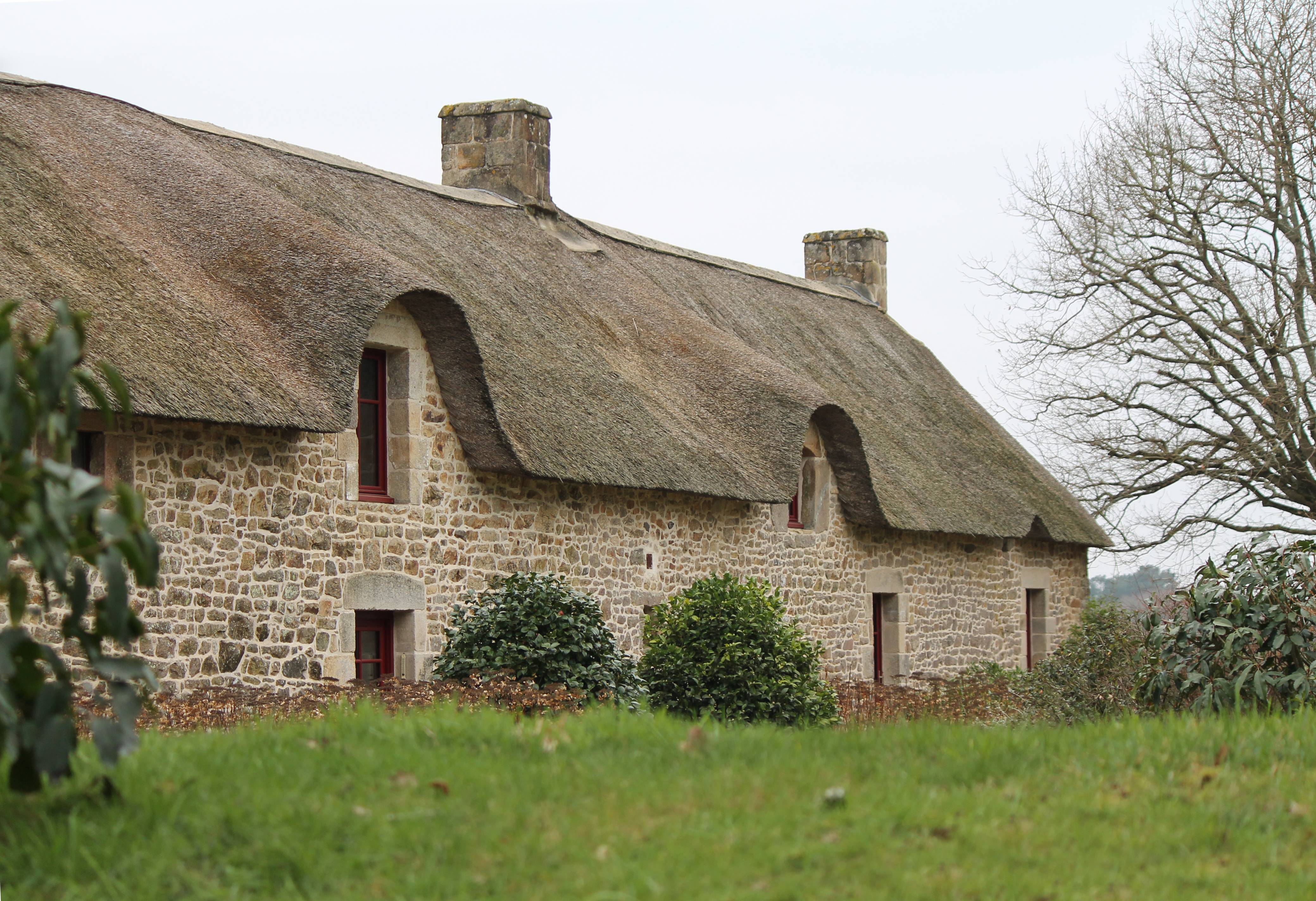
Chaumière de Cahire, à Plougoumelen (Morbihan).
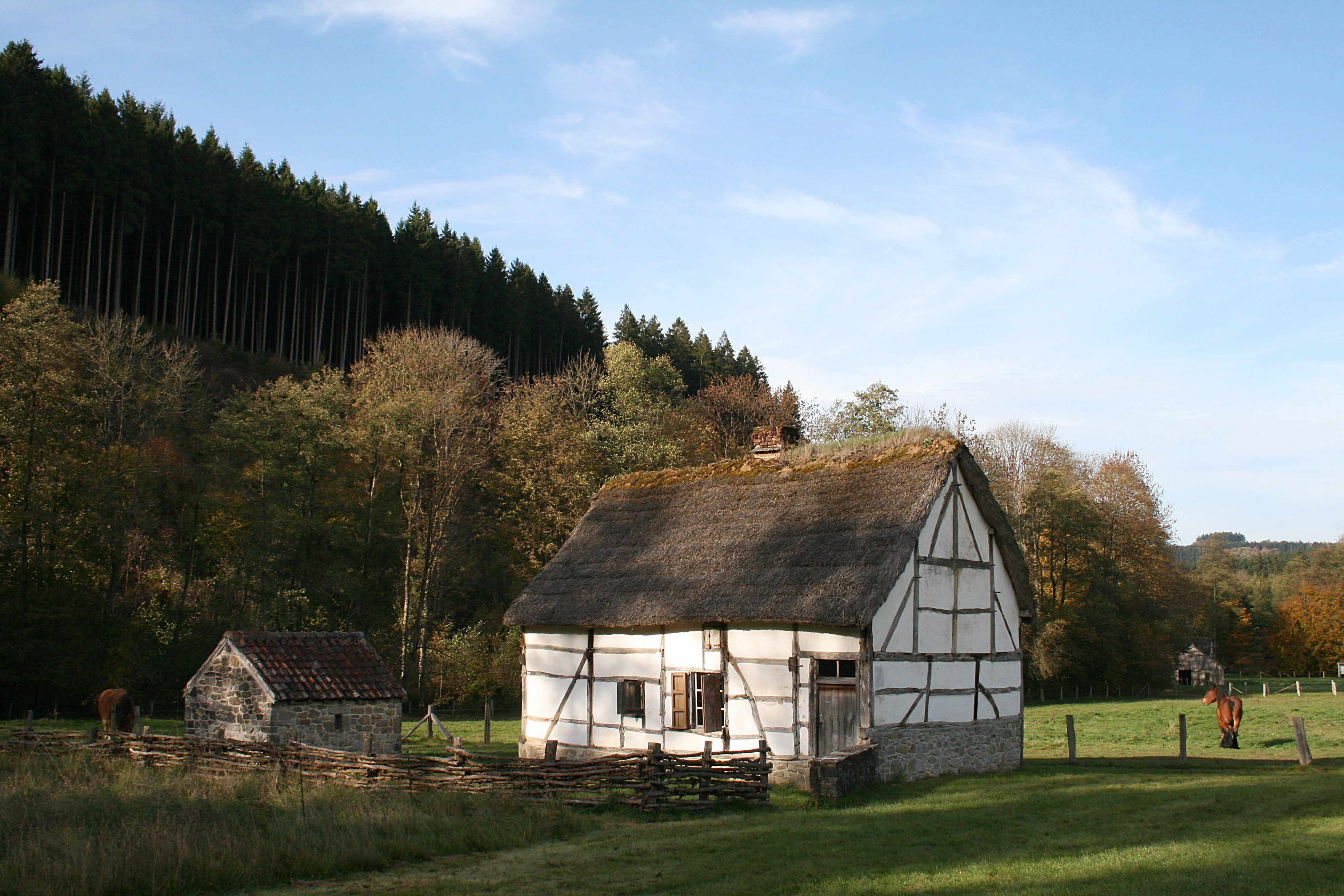
Saint-Hubert (Belgique), domaine du Fourneau Saint-Michel, chaumière de manouvrier de la Hesbaye namuroise (Hingeon, XIXe siècle) transplantée et reconstituée sur le site (1975-1976).

## Début duXXesiècle, une attitude anti-urbaine
À la fin du XIXe siècle, un mouvement se fait en réaction au développement anarchique des villes et à la société industrielle. Henry David Thoreau en tête, prône un retour à la nature et au modèle ordonné des communautés d'antan : le village. Dans ses plans d'aménagement urbains, centrés sur la communauté, Raymond Unwin, urbaniste anglais, remet à l'honneur le cottage anglais, et influence la cité-jardin, modèle urbanistique qui se développe début XXe siècle.

## En France

### Camargue

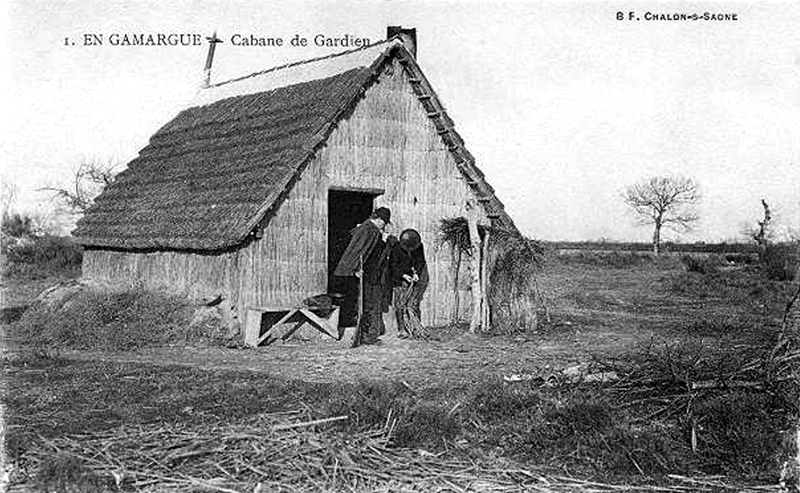
Cabane de gardian construite toute en roseau, début du XXe siècle

La chaumière de Camargue est une véritable habitation, tantôt temporaire ou saisonnière (cabane de chasseur, cabane de pêcheur), tantôt permanente (cabane de gardian, cabane ouvrière). L'exemple de Salin-de-Giraud où elles ont formé une véritable agglomération en reste une preuve indéniable. Pour leur construction, ce sont les roseaux des marais, la sagne, qui sont utilisés. Ce type d'habitation édifié avec un matériau extrêmement périssable ne permet pas de remonter plus loin que le milieu du XVIIe siècle pour retrouver des chaumières encore intactes. Mais leur trace historique remonte jusqu'au Moyen Âge puisque l'on sait que le village des Saintes-Maries-de-la-Mer brûla à cause de ses chaumières. Plus près de nous, les ouvriers sauniers des Salins-de-Giraud étaient logés dans vingt-deux chaumières dont l'abside était tournée vers le Nord-Ouest pour résister aux vents dominants.
Une étude précise qu'une des plus vieilles chaumières, à la structure encore intacte, et dont la construction est attestée entre 1649 et 1650, a montré que la pierre de taille n'avait été utilisée que pour édifier la cloison centrale intérieure sur laquelle s'appuyait la cheminée. Tout le reste était bâti en roseau. Cette structure s'est pérennisée, l'intérieur d'une chaumière est toujours composé de deux pièces séparées par une cloison dénommée méjean. Elle délimite la chambre à coucher de la pièce commune. Le plus souvent existe à l'extérieur un auvent qui permet d'installer une table et des bancs. C'était un lieu de travail pour le pêcheur ou le gardian qui y résidait (réparation de filets ou fabrication de longes et de licols pour le cheval).

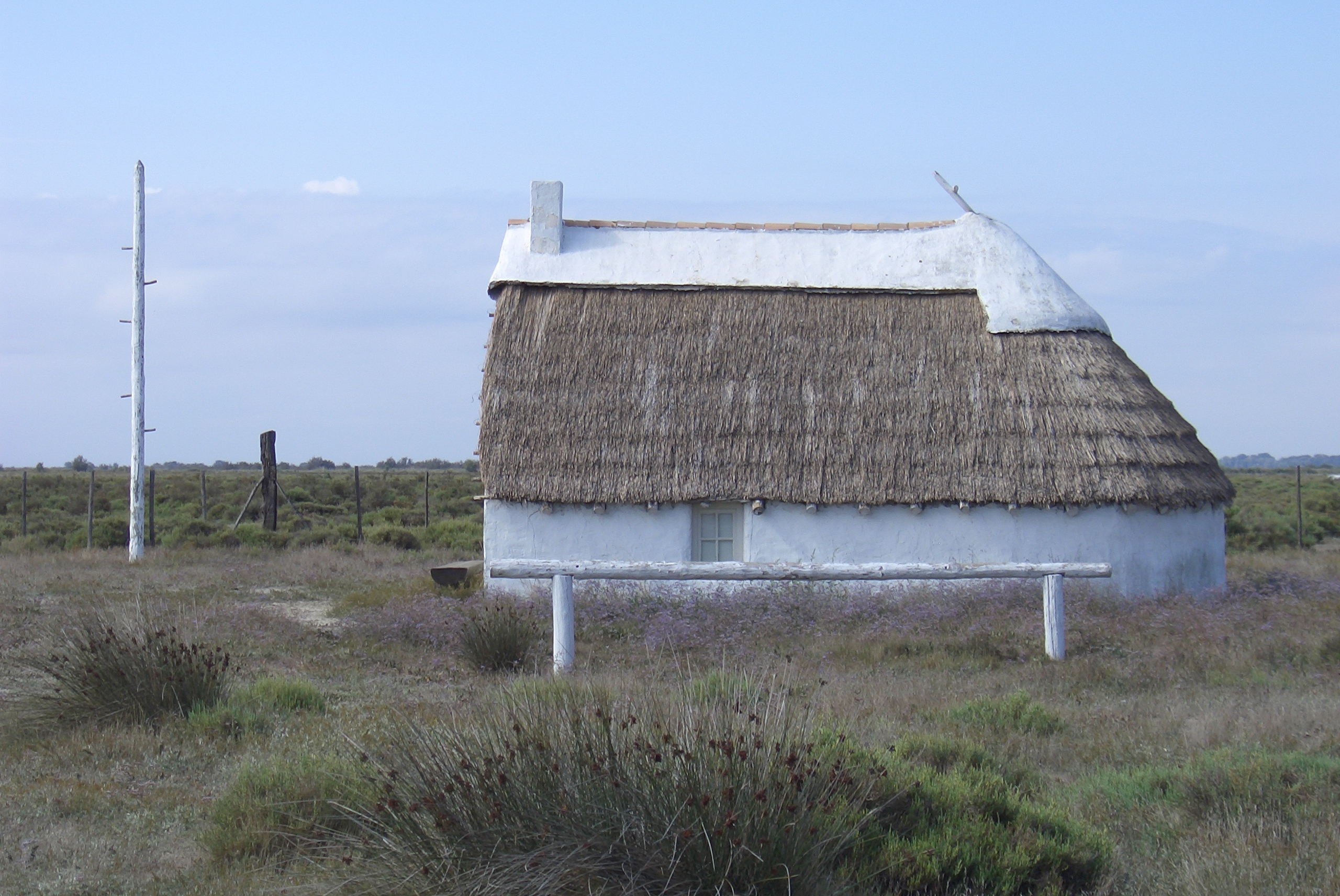
Réplique de cabane de gardian du début du XXe siècle édifiée par le Parc naturel régional de Camargue.
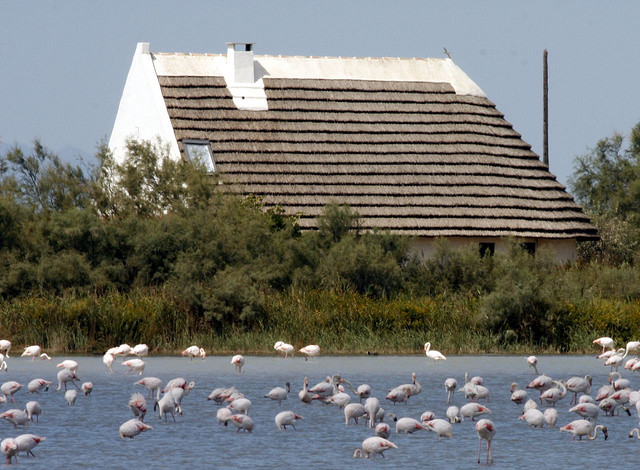
Habitation moderne bâtie dans le style de la cabane de gardian : pignon-façade en dur, deux pièces (milieu du XXe siècle).

### Normandie orientale
Les chaumières sont nombreuses dans les pays normands : pays d'Auge, Roumois, Lieuvin, pays de Bray, pays d'Ouche et Vexin normand, toutefois moins fréquentes en pays de Caux et Évrecin.
La construction des maisons, dans la campagne normande, permettait aux paysans d'utiliser tous les matériaux communs de leur habitat : de l'eau mélangée à de la terre argileuse, des pierres, du bois en abondance et des céréales cultivées, comme le blé ou le seigle.
La base de la maison est souvent faite de silex (en raison de sa propriété d'étanchéité, bien utile pendant l'automne et l'hiver. Les murs et le toit sont faits à partir d'un assemblage de poutres de bois de chêne, appelé colombage, entre lequel on met un mélange de paille, d'argile et d'eau, appelé torchis (localement terris ou terrage).
Pour être étanche, le toit de chaume doit avoir une forte pente. Traditionnellement, le toit de chaume est surmonté d'un lit de terre argileuse dans lequel sont plantés des iris (voir photo).
Enfin, pour protéger la façade, un enduit composé d’un mélange de chaux, de terre, de sable et de paillettes de lin est appliqué, donnant une couleur blanchâtre tranchant avec la noirceur du bois des colombages.

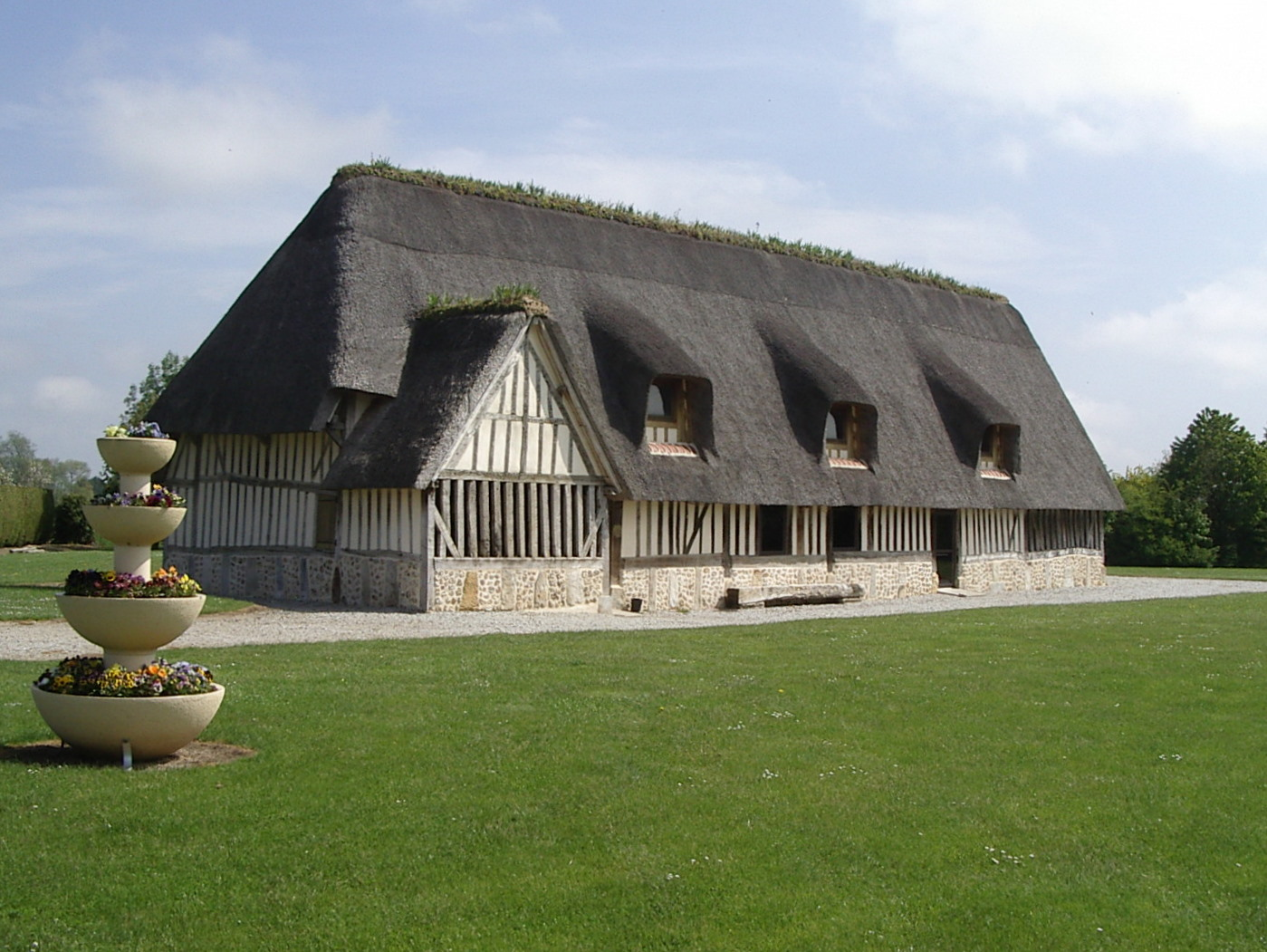
Ancien pressoir reconverti en salle des fêtes aux Jonquerets-de-Livet (Eure).
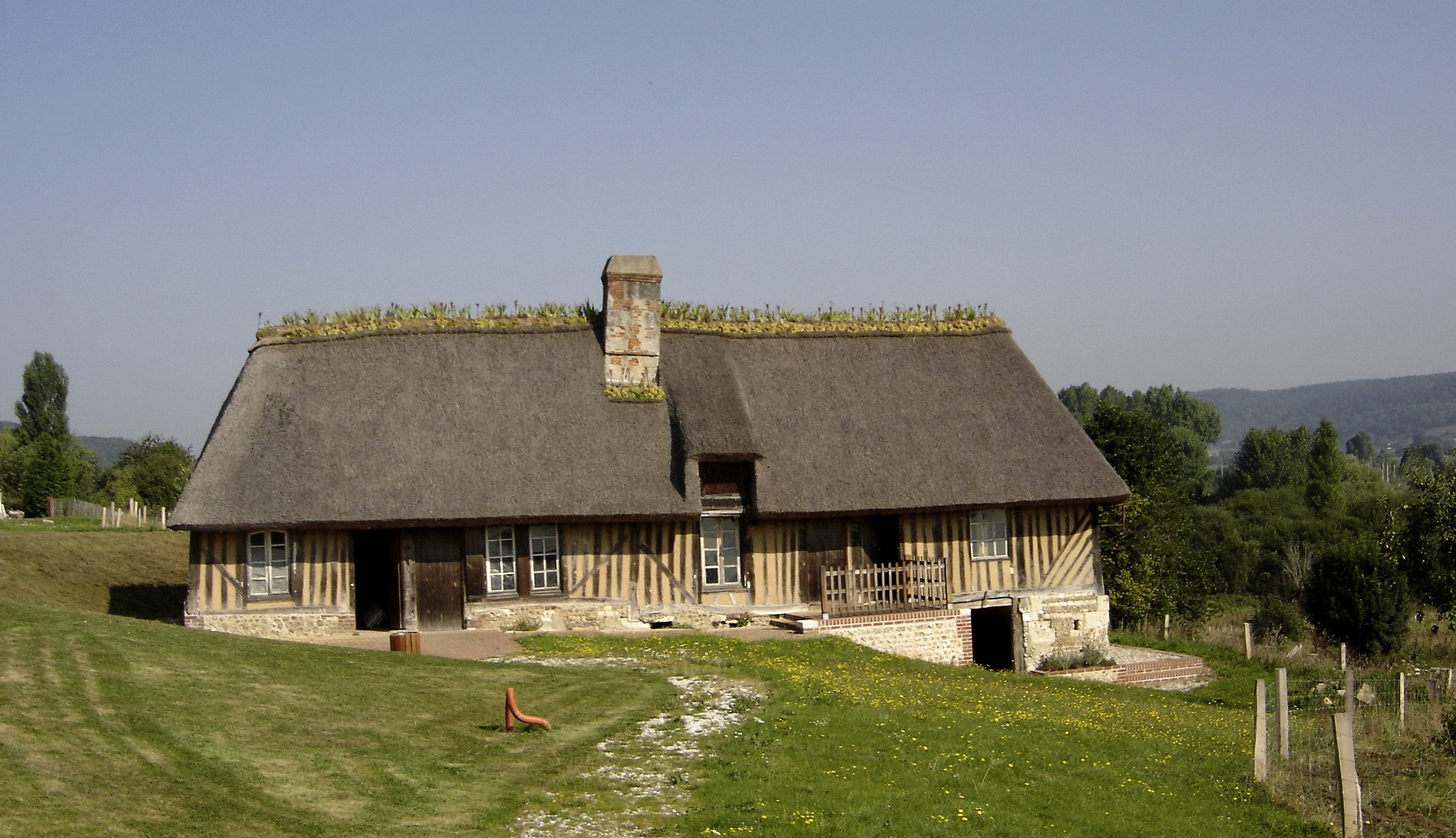
Chaumière normande à Saint-Sulpice-de-Grimbouville (Eure).
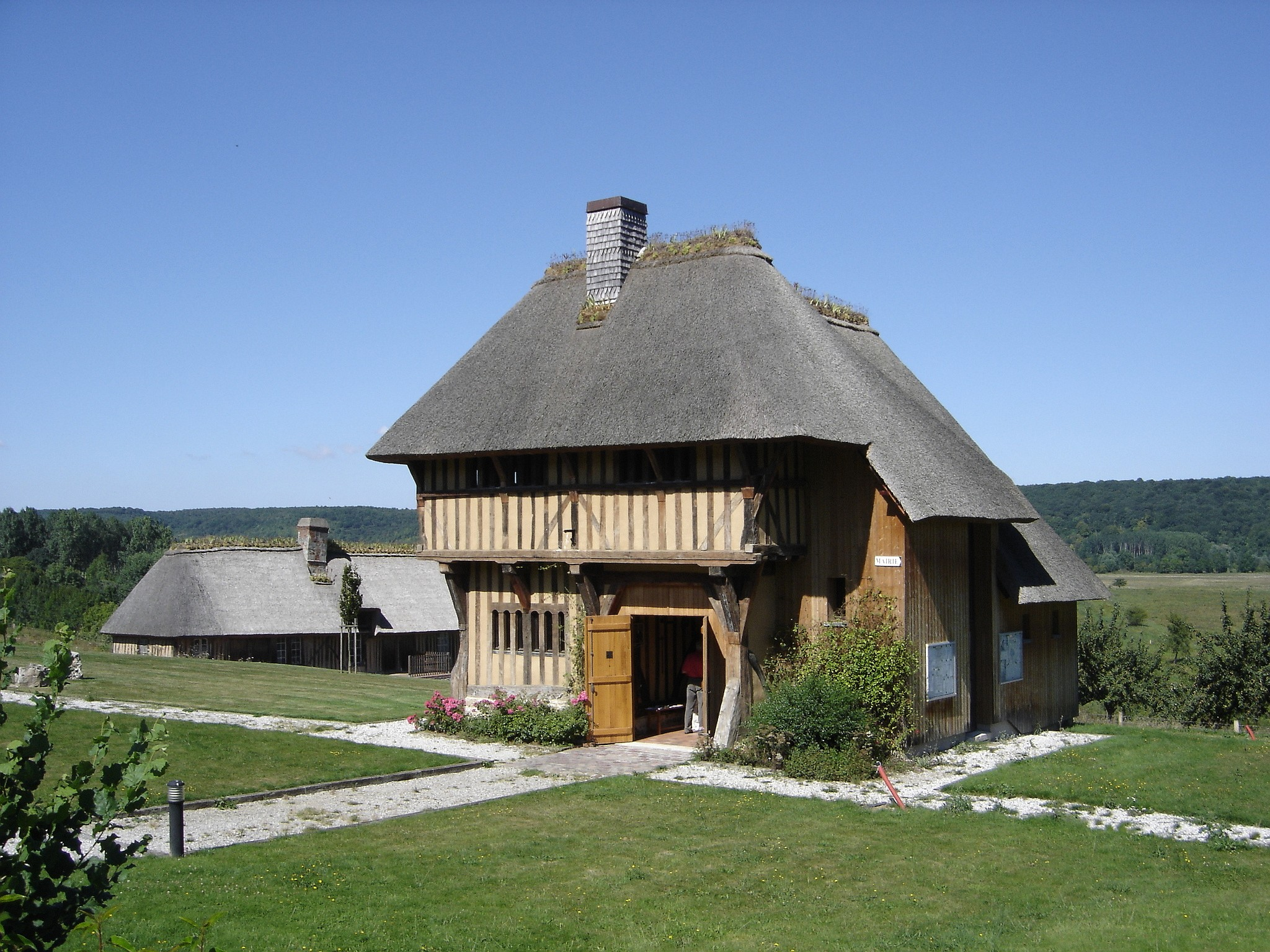
Porterie d'un manoir, réhabilitée en mairie.
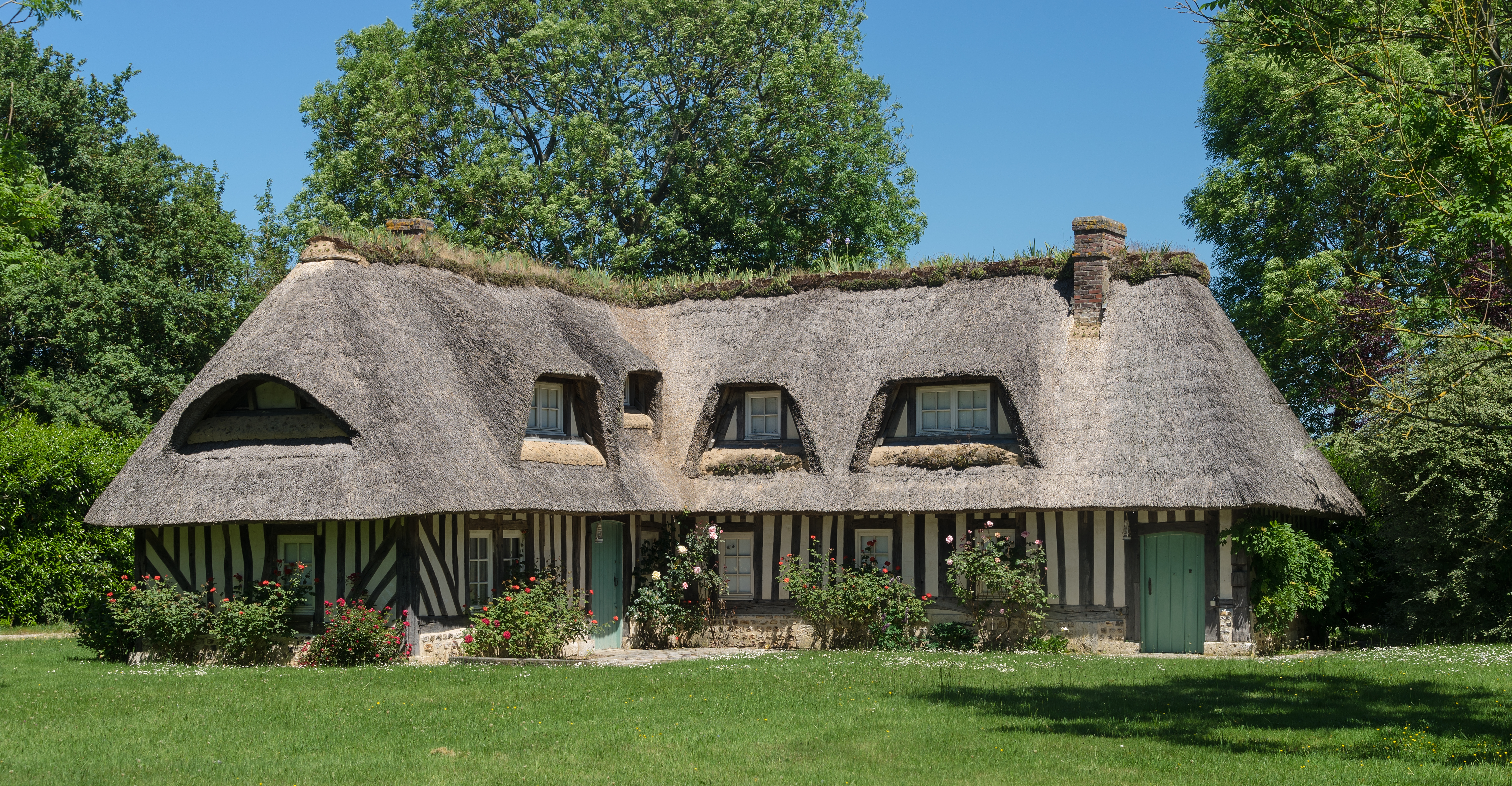
Chaumière Saint-Philbert, dans l'Eure.

### Normandie occidentale et Bretagne
Contrairement aux modèles anciens de Haute-Normandie, du pays d'Auge, du Passais ou du Mortainais (Basse-Normandie), la chaumière bretonne est construite en pierre et le faîtage est en tuiles. On en trouve aussi quelques exemples dans le Bessin en Normandie occidentale.

### Brière
La chaumière est l'habitat traditionnel de La Brière, ou Grande Brière mottière. Ce territoire se caractérise par son architecture avec près de 3 000 toits de chaume, appelés chaumières. Elles se caractérisent par l'utilisation des joncs ou roseaux pour leurs toits, de pierre de carrière ou de terre pour leurs murs et de bois de charpente en chêne ou châtaignier.

## Dans le monde
D'autres traditions existent dans le monde, la paille de seigle étant remplacée selon les ressources locales par des roseaux, de la paille de riz, des fibres de maïs etc. :
- au Japon les minka de style gasshō-zukuri (合掌造り du village de Shirakawa-gō,
- en Océanie (maisons communes),
- en Inde (Gingee Fort),
- en Europe de l'Est : Pologne[10], Roumanie ( Transylvanie

La ressource étant passée du statut de sous produit abondant dans les temps anciens à celui de produit plus rare et plus cher à récolter, difficile à mécaniser ou victime de la mécanisation : à l'origine maison d'une catégorie pauvre de la population, adaptée à l'autoconstruction, elle est devenue l'apanage d'une population très aisée pouvant s’offrir une matière première chère et les services d’artisans très spécialisés et rares. 
D'habitat insalubre, elle passe au statut de maison écologique, à bilan carbone bas, économe en chauffage et équilibrant naturellement les flux d'humidité, ce qui était déjà reconnu et utilisé dans les chaumières japonaises ( Shirakawa-gō).

## Dans la peinture

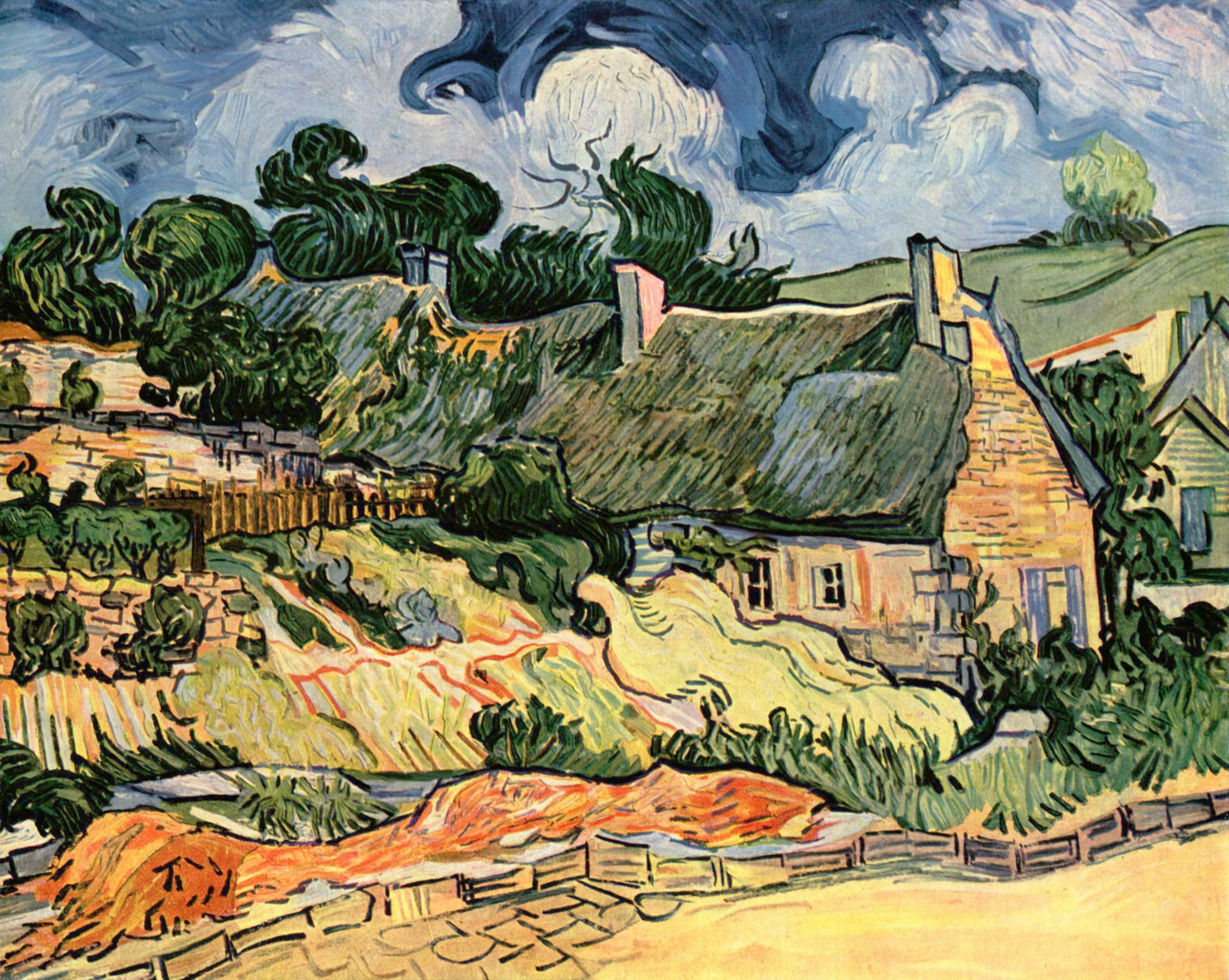
Vincent van Gogh : Les chaumes de Cordeville, 1890, Musée d'Orsay.
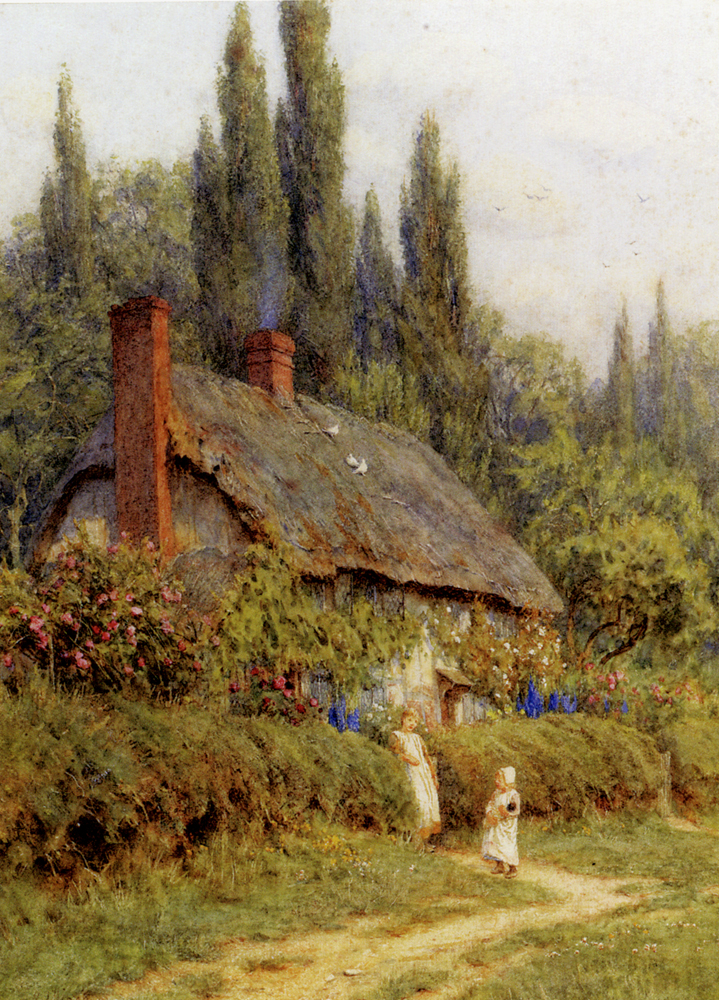
Helen Allingham : Enfant sur un chemin à l'extérieur d'une chaumière, aquarelle.
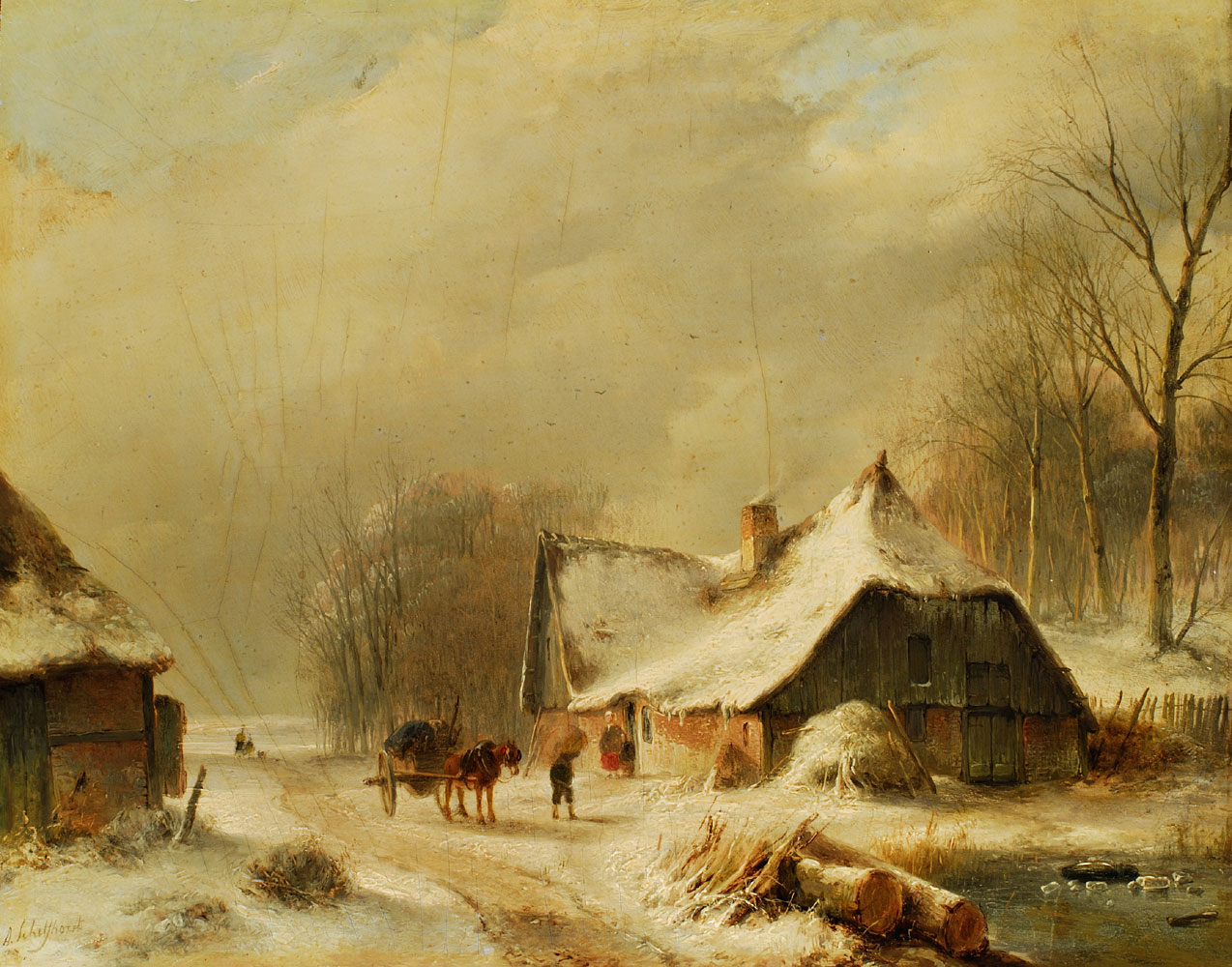
Andreas Schelfhout : Winterlandschap met paard en wagen in de voorkant van een besneeuwde boerderij.
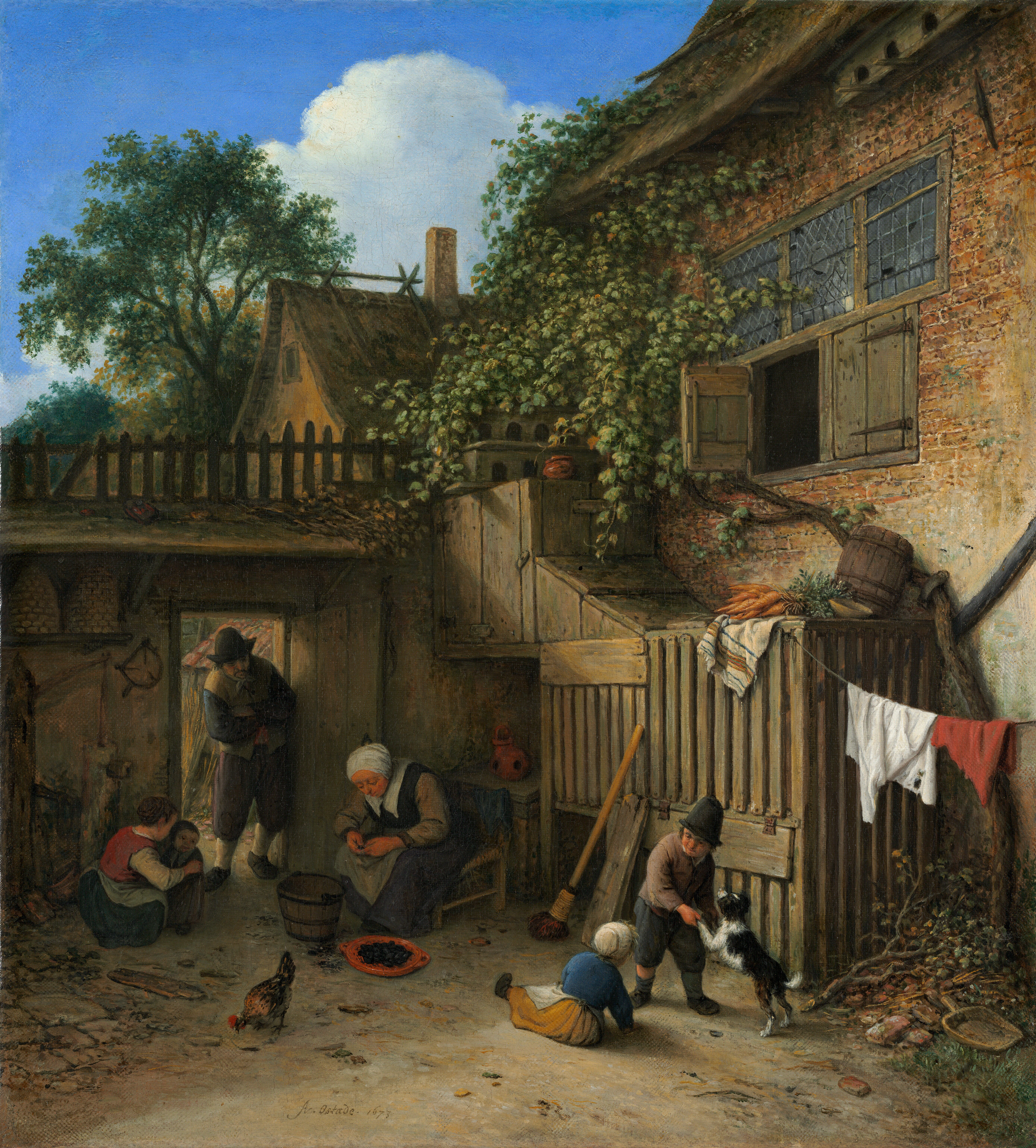
Adriaen van Ostade : The Cottage Dooryard - 1673.
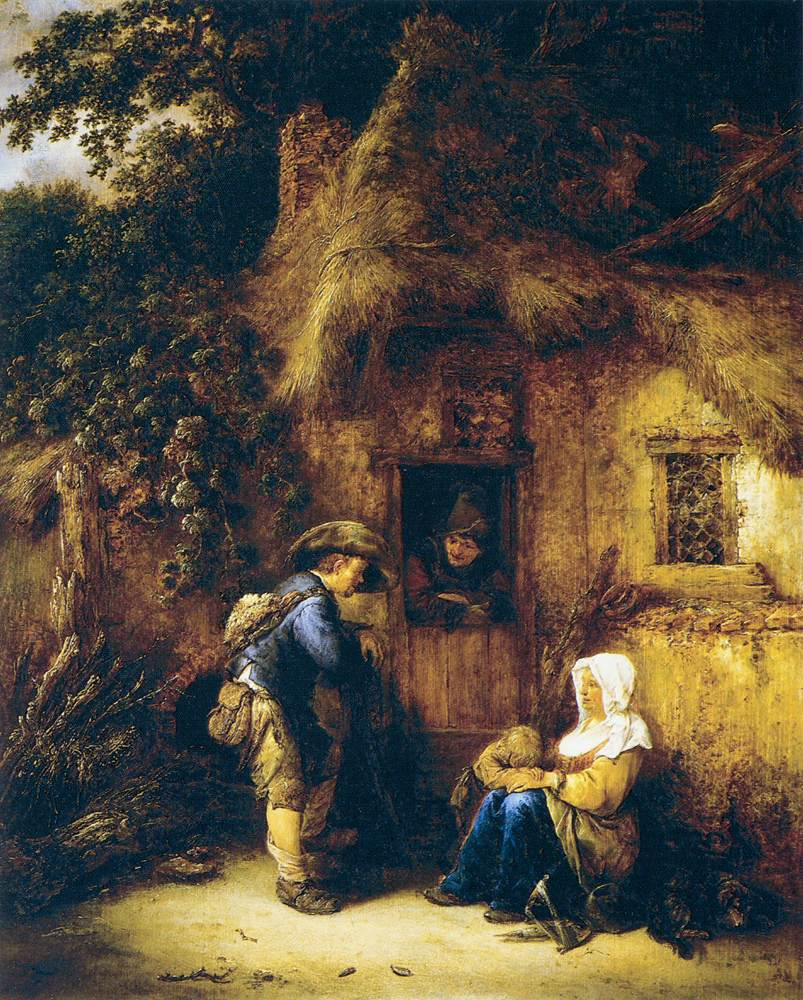
Isaac van Ostade : Voyageurs à la porte d'un Cottage - 1649.

## Dans la littérature
« Tout artiste aimant la campagne a rêvé de finir ses jours dans les conditions d'une vie simplifiée jusqu'à l'existence pastorale, et tout homme du monde se piquant d'esprit pratique a raillé le rêve du poète et méprisé l'idéal champêtre. Pourtant il y a une mystérieuse attraction dans cet idéal, et l'on pourrait classer le genre humain en deux types: celui qui, dans ses aspirations favorites, se bâtit des palais, et celui qui se bâtit des chaumières.
Quand je dis chaumière, c'est pour me conformer à la langue classique. Le chaume est un mythe à présent, même dans notre bas Berry. On ne s'en sert plus que pour les petits hangars et appentis provisoires : la tuile ne coûte guère plus cher aujourd'hui, dure davantage, est moins exposée à l'incendie, et n'engendre pas des populations d'insectes nuisibles.
La police rurale a donc très bien fait d'interdire l'usage du chaume pour la couverture des nouvelles constructions. Les peintres seuls s'en plaindront et les littérateurs aussi ; car une chaumière, cela se voit d'un mot ; cela exprime et résume toute la vie rustique, toute la poésie du hameau. Le cottage n'est pas la chaumière, c'est un faux bonhomme, un fastueux mal déguisé. La maison et la maisonnette sont des désignations trop générales qui s'appliquent à des chalets aussi bien qu'à des villas. George Sand - Promenades autour d'un village. »

Gaston Bachelard, dans sa « Poétique de l'espace », oppose la chaumière au château, « la chaumière a un sens humain beaucoup plus profond que tous les châteaux en Espagne. Le château est inconscient, la chaumière enracinée ».

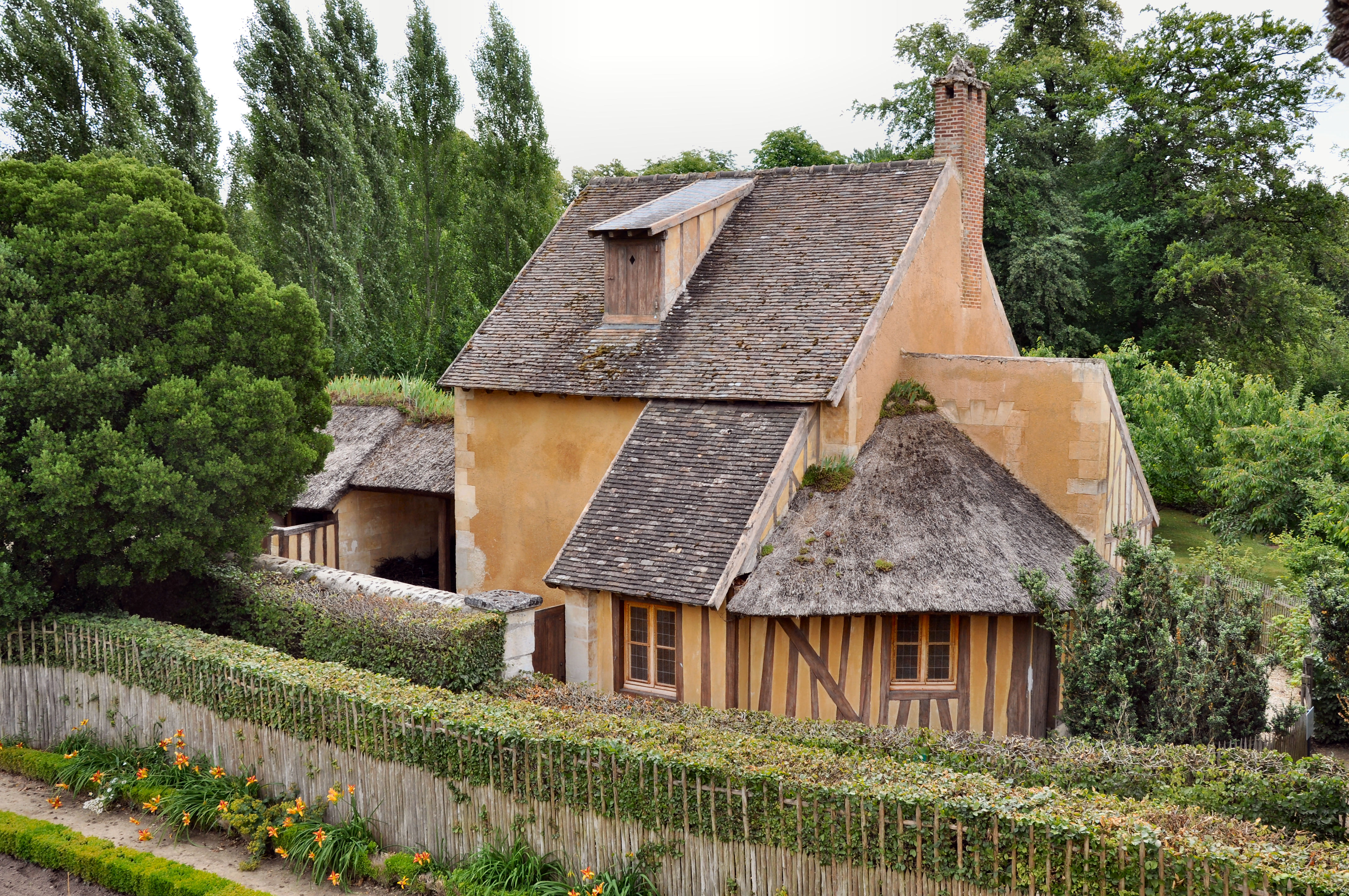
Réchauffoir au hameau de la Reine ; Petit Trianon, parc ; ce hameau d'agrément est commandé durant l'hiver 1782–1783 par la reine Marie-Antoinette, souhaitant s'éloigner des contraintes de la cour de Versailles, avec la nostalgie d'une vie plus rustique, dans un décor de nature inspiré par les écrits de Rousseau.
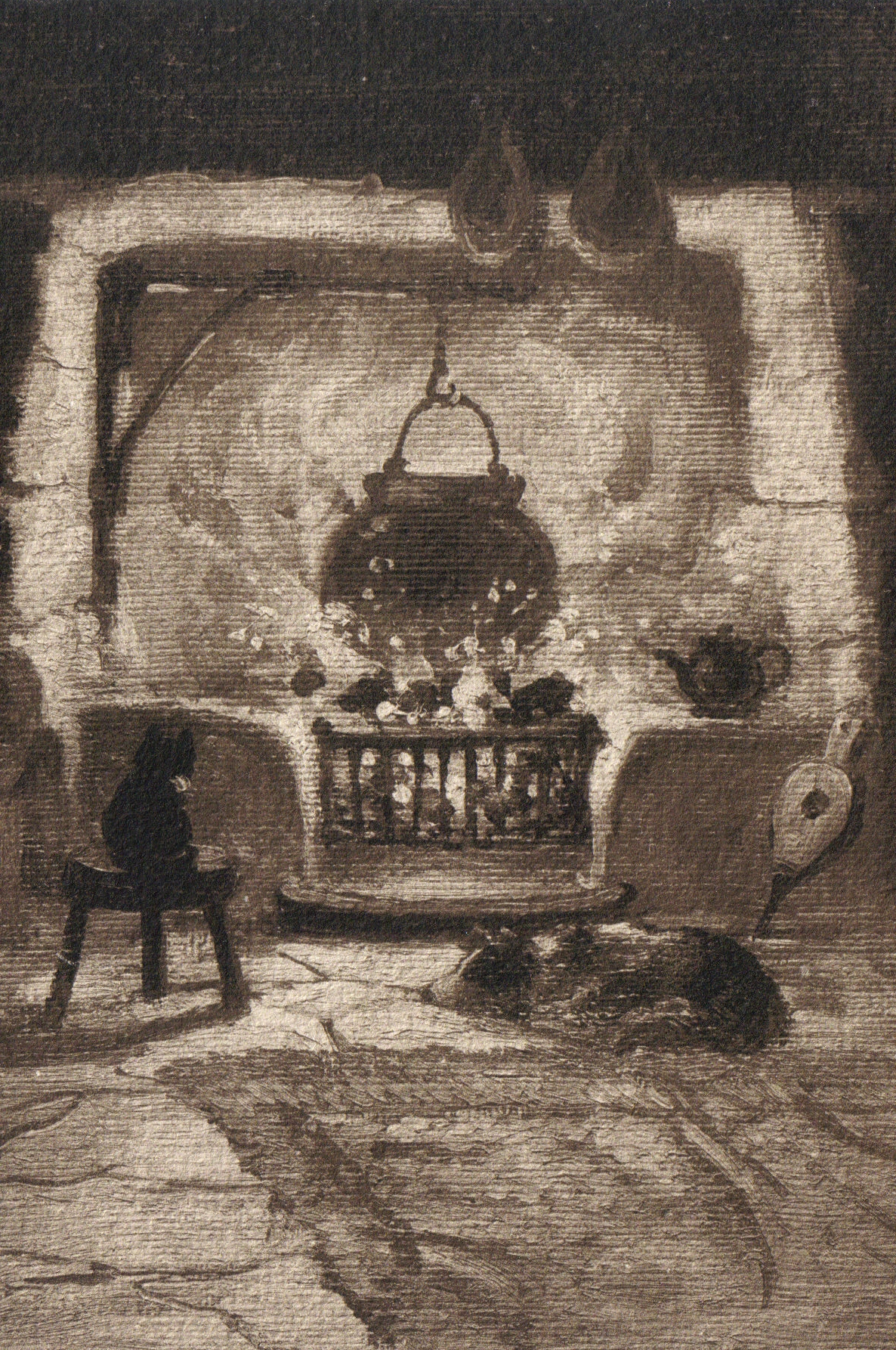
Old Cottage Fireplace and pets.

## Dans la langue
- Faire pleurer dans les chaumières (comme Faire du bruit dans Landerneau) : donner à raconter, se faire plaindre, émouvoir les gens du peuple. Expression inventée par le journaliste sportif Geo Lefevre le 2 juillet 1921, soir du match de boxe perdu par Georges Carpentier contre Jack Dempsey[12].

## Laroute des chaumières
Dans le parc naturel régional des Boucles de la Seine normande, il existe une route touristique appelée route des chaumières ; au départ de la Maison du Parc, elle est longue de 53 km et passe par Vatteville-la-rue, Aizier et Vieux-Port pour terminer dans le marais Vernier.